# European Air Transport
European Air Transport N.V./S.A. (EAT) war eine  belgische Frachtfluggesellschaft. Die 2010 aufgelöste und von der European Air Transport Leipzig GmbH (EAT Leipzig) aufgenommene Tochter der Deutschen Post AG führte vor allem Frachtflüge für die Posttochter DHL im europäischen Raum, aber auch Charteraufträge für British Airways World Cargo und Lufthansa Cargo durch.

## Geschichte

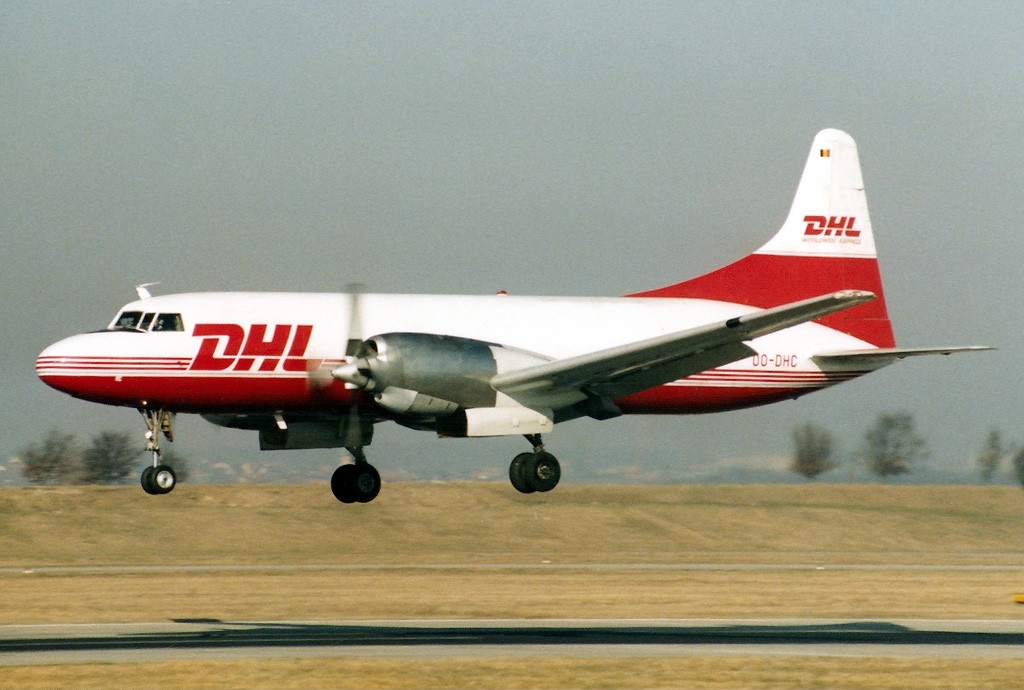
Convair CV-580 der EAT, Landung in Stuttgart 1989

Die Fluggesellschaft wurde 1971 von den beiden Piloten Pirlot de Corbion und Dessain gegründet und nahm im selben Jahr mit zwei Flugzeugen, einer Beechcraft Queen Air und einer Gardan Horizon, ihren Lufttaxi-Flugdienst auf. In der Folgezeit expandierte EAT und ging 1985 eine vertragliche Bindung mit DHL Worldwide Express ein. Die Zusammenarbeit zwischen EAT und DHL war so erfolgreich, dass sich DHL 1986 dafür entschied, die Fluggesellschaft in die DHL-Gruppe zu integrieren, und so wurde EAT der Hauptfrachtflieger für DHL in Europa und Afrika. Am 19. Januar 1993 wurde EAT Mitglied der IATA und erhielt im selben Jahr die Erlaubnis zum Transport gefährlicher Güter und lebender Tiere. Mit der 2002 vollendeten Übernahme von DHL durch die Deutsche Post wurde EAT eine Tochtergesellschaft der Deutschen Post AG. Ende 2009 beschäftigte sie über 500 Mitarbeiter. 
2008 gab die Fluggesellschaft den Großteil der Flugzeugwartung an die EAT Leipzig am Flughafen Leipzig/Halle ab. Die EAT Leipzig, die zunächst keine eigene Flugzeugflotte besaß, übernahm anfangs nur die Wartung der Frachtflugzeuge. Die Fluggesellschaft blieb bis 2010 in Brüssel ansässig, so dass bis dahin auch die belgische Flugzeugregistrierung erhalten blieb. Im Jahr 2010 erfolgte die Zulassung der EAT Leipzig als Luftfahrtunternehmen.
Nach Übertragung des Flugzeugbestandes an andere Gesellschaften kam es aufgrund des Verschmelzungsvertrages vom 10. Februar 2010 zur Auflösung der European Air Transport N.V. Die Gesellschaft wurde von der European Air Transport Leipzig GmbH aufgenommen und mit dieser verschmolzen. Airline-Codes sowie Rufzeichen gingen an EAT Leipzig über. In Brüssel bleibt eine Außenstelle der EAT Leipzig bestehen, die nur noch Wartungsarbeiten in geringem Umfang übernehmen wird.

## Flotte

### Flotte bei Betriebseinstellung
Zum Jahreswechsel 2009/2010 wurden die ehemals von der irischen Fluggesellschaft Air Contractors stammenden Flugzeuge wieder an diese zurück übertragen. Im März 2010 folgten 11 Frachtmaschinen, die an die EAT Leipzig übertragen wurden.
Vor der Übertragung der Flugzeuge –  Anfang Dezember 2009 wurde ein Airbus A300 verschrottet, drei weitere gingen an Air Contractors  – bestand die Flotte der European Air Transport Brüssel im November 2009 aus 26 Frachtmaschinen:
- 03 Airbus A300B4-103F
- 12 Airbus A300B4-203F
- 01 Boeing 757-23APF
- 10 Boeing 757-236SF

### Zuvor eingesetzte Flugzeuge

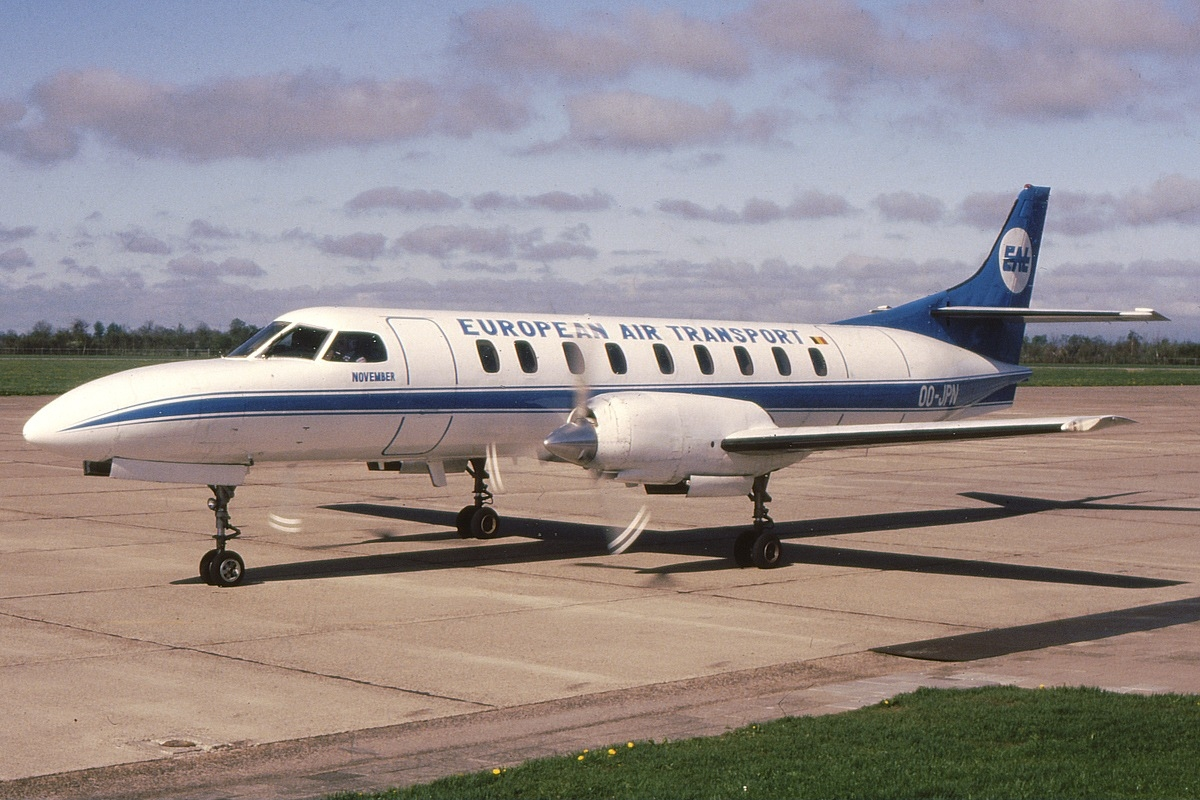
Swearingen SA-226AT Merlin IVA der EAT, Groningen 1987

Von European Air Transport wurden vorher auch folgende Flugzeugtypen eingesetzt:
- Beechcraft Queen Air
- Boeing 727-100
- Boeing 727-200
- CASA C-212 Aviocar
- Convair CV-580
- Fairchild Swearingen Metro
- Gardan Horizon